# اوریول رومئو
اوریول رومئو (انگلیسی: Oriol Romeu؛ زادهٔ ۲۴ سپتامبر ۱۹۹۱) یک بازیکن فوتبال حرفه‌ای اهل اسپانیا است که در پست هافبک دفاعی برای باشگاه فوتبال بارسلونا در لا لیگا بازی می‌کند.
رومئو سابقه بازی در تیم‌های بارسلونا، چلسی، والنسیا و اشتوتگارت و همچنین تیم ملی زیر ۱۷ سال، زیر ۱۹ سال و زیر ۲۰ سال، زیر ۲۱ سال و زیر ۲۳ سال فوتبال اسپانیا را در کارنامه دارد.

## افتخارات
بارسلونا
- لا لیگا (۱): لا لیگا ۱۱–۲۰۱۰
- سوپرکوپا د اسپانیا (۱): ۲۰۱۰

چلسی
- جام حذفی فوتبال انگلستان (۱): ۱۲–۲۰۱۱
- لیگ قهرمانان اروپا (۱): ۱۲–۲۰۱۱
- لیگ اروپا (۱): ۲۰۱۳

زیر ۱۷ سال اسپانیا
- مسابقات فوتبال زیر ۱۷ سال اروپا (۱): ۲۰۰۸